# Eunidia paramarmorata
Eunidia paramarmorata är en skalbaggsart som beskrevs av Stefan von Breuning 1986. Eunidia paramarmorata ingår i släktet Eunidia och familjen långhorningar. Inga underarter finns listade i Catalogue of Life.